# Adam Johnson (Eishockeyspieler)
Adam Robert Johnson (* 22. Juni 1994 in Grand Rapids, Minnesota; † 28. Oktober 2023 in Sheffield, Großbritannien) war ein US-amerikanischer Eishockeyspieler, der im Verlauf seiner aktiven Karriere zwischen 2015 und 2023  unter anderem über 260 Spiele in der American Hockey League (AHL) auf der Position des Centers bestritten hat. Darüber hinaus absolvierte Johnson weitere 13 Partien für die Pittsburgh Penguins in der National Hockey League (NHL) und stand eine Spielzeit bei den Augsburger Panthern in der Deutschen Eishockey Liga (DEL) unter Vertrag.

## Karriere
Johnson absolvierte nach Abschluss der High School am Ende der Saison 2012/13 seine ersten Spiele im höherklassigen Junioreneishockey. Nachdem er bereits im Sommer 2011 im Entry Draft der United States Hockey League (USHL) ausgewählt worden war, bestritt er seine ersten Partien für die Indiana Ice. Mit Beginn der Spielzeit 2013/14 lief der Mittelstürmer für den Ligakonkurrenten Sioux City Musketeers auf, dem er zwei Jahre lang treu blieb und nach der Saison 2014/15, in der er ins First All-Star Team der Liga gewählt worden war, verließ. Johnson begann daraufhin im Sommer 2015 ein Studium an der University of Minnesota Duluth. Parallel zu seiner akademischen Fortbildung spielt er für das Universitätsteam in der National Collegiate Hockey Conference (NCHC), einer Division im Spielbetrieb der National Collegiate Athletic Association (NCAA). Im Frühjahr 2017 gewann Johnson mit dem Team der Minnesota Duluth Bulldogs die Divisionsmeisterschaft der NCHC. Insgesamt sammelte er über den zweijährigen Zeitraum in 81 Spielen 55 Scorerpunkte.
Ungedraftet erhielt der Offensivspieler Anfang Juli 2017 ein Vertragsangebot der Pittsburgh Penguins aus der National Hockey League (NHL). Durch den Wechsel in den Profibereich endete Johnsons Collegekarriere, der einen Einstiegsvertrag mit einer Laufzeit von zunächst zwei Jahren unterschrieben hatte. Über das saisonvorbereitende Trainingslager erhielt er zum Beginn der Saison 2017/18 einen Platz im Kader von Pittsburghs Farmteam Wilkes-Barre/Scranton Penguins in der American Hockey League (AHL). Dort verbrachte der Rookie sein erstes Profispieljahr, in dem er in 70 Einsätzen 31-mal punktete. In der folgenden Spielzeit steigerte er seine Ausbeute auf 43 Punkte. Gegen Saisonende wurde Johnson erstmals in den NHL-Kader Pittsburghs berufen, wo er im restlichen Saisonverlauf zu sechs Einsätzen kam und sein auslaufender Vertrag im darauffolgenden Sommer um ein Jahr verlängert wurde. Vor dem Hintergrund der COVID-19-Pandemie verbrachte der Center die Spielzeit abermals bei den Baby Pens in der AHL, während aber auch sieben weitere NHL-Einsätze dazu kamen.
Wegen der Ungewissheit hinsichtlich des Saisonstarts aufgrund der Pandemie erhielt Johnson im Sommer 2020 zunächst keinen neuen Vertrag auf dem nordamerikanischen Kontinent. Stattdessen unterschrieb er im Dezember desselben Jahres ein Arbeitspapier bei den Malmö Redhawks aus der Svenska Hockeyligan (SHL) mit der Option, bei einem entsprechenden Angebot aus Nordamerika vorzeitig daraus aussteigen zu können. In Malmö absolvierte der US-Amerikaner bis zu seiner vorzeitigen Vertragsauflösung Ende März 2021 insgesamt 21 Partien, ehe er zurück nach Nordamerika ging, wo die Spielzeit erst im Februar begonnen hatte. Johnson lief in der Folge für das AHL-Franchise der Ontario Reign auf, die ihn bis zum Februar 2022 beschäftigten, ehe sie ihn in einem Transfergeschäft im Tausch für zukünftige Gegenleistungen (future considerations) an den Ligakonkurrenten Lehigh Valley Phantoms abgaben. Dort beendete der Center die Spielzeit 2021/22.
Im September 2022 wechselte Johnson erneut nach Europa, wo er in den Augsburger Panthern aus der Deutschen Eishockey Liga (DEL) einen neuen Arbeitgeber für die Saison 2022/23 gefunden hatte. Obwohl er dort 22 Punkte in 45 Partien gesammelt hatte, wurde das Engagement wegen der unsicheren sportlichen Lage der Mannschaft, der der Abstieg in die DEL2 drohte, nicht verlängert. Johnson wechselte im August 2023 in die britische Elite Ice Hockey League (EIHL) zu den Nottingham Panthers. Am 28. Oktober 2023 wurde Johnson während eines Spiels gegen die Sheffield Steelers von der Schlittschuhkufe seines Gegenspielers Matt Petgrave am Hals schwerstverletzt und brach noch auf dem Eis aufgrund des hohen Blutverlustes zusammen. Er wurde ins örtliche Krankenhaus gebracht, wo er starb. Johnson wurde 29 Jahre alt.

## Erfolge und Auszeichnungen
- 2015 USHL First All-Star Team
- 2017 NCHC-Meisterschaft mit der University of Minnesota Duluth

## Karrierestatistik
(Legende zur Spielerstatistik: Sp oder GP = absolvierte Spiele; T oder G = erzielte Tore; V oder A = erzielte Assists; Pkt oder Pts = erzielte Scorerpunkte; SM oder PIM = erhaltene Strafminuten; +/− = Plus/Minus-Bilanz; PP = erzielte Überzahltore; SH = erzielte Unterzahltore; GW = erzielte Siegtore; 1 Play-downs/Relegation; Kursiv: Statistik nicht vollständig)